# Kfar Cvi Sitrin
Kfar Cvi Sitrin nebo Bejt Cvi (hebrejsky כפר צבי סיטרין, doslova „Vesnice Cviho Sitrina“, v oficiálním přepisu do angličtiny Bet Zevi, přepisováno též Kfar Tzvi Sitrin) je vzdělávací komplex a obec v Izraeli, v Haifském distriktu, v Oblastní radě Chof ha-Karmel.

## Geografie
Leží v nadmořské výšce 42 metrů na pomezí hustě osídlené a zemědělsky intenzivně využívané pobřežní nížiny a úpatí zalesněných svahů pohoří Karmel.
Obec se nachází 3 kilometry od břehu Středozemního moře, cca 73 kilometrů severoseverovýchodně od centra Tel Avivu, cca 10 kilometrů jižně od centra Haify a 4 kilometry jižně od města Tirat Karmel. Kfar Cvi Sitrin obývají Židé, přičemž osídlení v tomto regionu je převážně židovské.
Kfar Cvi Sitrin je na dopravní síť napojen pomocí dálnice číslo 4. Jižně od obce z ní odbočuje lokální silnice číslo 721, která vede do svahů Karmelu, k vesnici Bejt Oren.

## Dějiny
Kfar Cvi Sitrin byl založen v roce 1953. Jde o vzdělávací komplex zaměřený mimo jiné na práci s problémovými dětmi. V létě se zde konají náboženské studijní a rekreační pobyty. Zároveň se zde uvádí ústav pro vzdělávání učitelů. Během druhé libanonské války se sem uchýlila také ješiva Kajic Cejrej ha-Šluchim ze Safedu.
Obec byla pojmenována po Cvim Sitrinovi, vedoucím představiteli hnutí ha-Po'el ha-Mizrachi ve Spojených státech.

## Demografie
Podle údajů z roku 2014 tvořili naprostou většinu obyvatel v Kfar Cvi Sitrin Židé (včetně statistické kategorie "ostatní", která zahrnuje nearabské obyvatele židovského původu ale bez formální příslušnosti k židovskému náboženství).
Jde o menší sídlo vesnického typu s dlouhodobě kolísající populací. K 31. prosinci 2014 zde žilo 189 lidí. Během roku 2014 populace klesla o 5,0 %.
| Rok            | 1961 | 1972 | 1983 | 1995 | 2001 | 2003 | 2004 | 2005 | 2006 | 2007 | 2008 | 2009 | 2010 | 2011 | 2012 | 2013 | 2014 |
| -------------- | ---- | ---- | ---- | ---- | ---- | ---- | ---- | ---- | ---- | ---- | ---- | ---- | ---- | ---- | ---- | ---- | ---- |
| Počet obyvatel | 214  | 235  | 370  | 543  | 525  | 518  | 510  | 506  | 540  | 584  | 592  | 234  | 235  | 233  | 198  | 199  | 189  |